# Alejandro Irarragorri
Alejandro Carlos Irarragorri Gutiérrez (Ciudad de México, 12 de mayo de 1971) es un empresario mexicano. Es el fundador y actual Presidente del Consejo de Administración de Grupo Orlegi, un grupo empresarial integrado por Orlegi Business, Orlegi Sports y la Fundación Ganar Sirviendo.

## Familia
Su padre, Alejandro, es originario de Cuba y su madre, Emma Rita, nació en El Salvador. Está casado con Laura Kalb de Irarragorri desde 1995, con la cual tiene tres hijos, Andrea, Fernanda y Alejandro. Tiene dos hermanos, Juan Francisco y Emma Rita.

## Biografía
En 1989, Alejandro Irarragorri ingresó a la Universidad Anáhuac México, donde se licenció en Administración de Empresas. Durante sus estudios colaboró en la empresa mexicana ETN (1992-1994) y, una vez titulado, participó en la empresa SILEX (1994-1996), cambiando su residencia a São Paulo, Brasil.
En mayo de 1994 se convierte en director general de Lazarus Metals Mexico, S.A. de C.V. y en 1996 funda Lamatrade, S.A. de C.V., adquiriendo vía spin-off la operación en México y Latinoamérica de Lazarus Metals Limited y Silex Trading S.A.. Resultado de la fusión de Lamatrade y Grupo Industrial GER, forma Lamager, S.A. de C.V., una empresa líder en el comercio de commodities en la que pasa a ocupar los cargos de socio fundador, vicepresidente del Consejo de Administración y director general del área de Trading, y en la que logra unas ventas superiores a los 120 MDD y manejando un millón de TM entre fertilizantes y materias primas para la industria del acero y aluminio.
En 2006, es nombrado vicepresidente deportivo de Grupo Modelo, responsable de las inversiones, operación y administración en los deportes, fungiendo como Presidente del Consejo de Administración de Club Santos Laguna, Venados de Mazatlán, Yaquis de Obregon, Territorio Santos Modelo y Presidente del Comité Organizador de Maratón Pacífico, Triatlón Pacífico, Maratón Corona Querétaro. En este cargo, lideró a los Venados de Mazatlán a un título de la Liga Mexicana del Pacífico (2009), a los Yaquis de Ciudad Obregón a cuatro (2008, 2011, 2012 y 2013), así como a la obtención de dos Series del Caribe (2011 y 2013) representando a México, y al Club Santos Laguna a 2 títulos de la Primera División de México. Bajo su mandato, el Triatlón Pacífico Mazatlán fue reconocido por la comunidad atlética como el mejor de México y uno de los mejores en América. En el caso del Maratón Corona Querétaro y el Maratón Pacífico Mazatlán se vio un crecimiento constante durante los últimos años, posicionándose dentro del top 5 de eventos atléticos en el país por su organización y número de competidores, al contar con más de 12 mil participantes en cada uno de los maratones.
En 2012, el Grupo Modelo fue vendido a la compañía belga Anheuser-Busch InBev, empresa a la cual no le interesaba el mundo deportivo y puso a la venta el Club Santos Laguna. Consciente del valor deportivo y económico del Santos, Irarragorri fundó el Grupo Orlegi para aprovechar esta oportunidad y adquirió la propiedad de la entidad lagunera, gracias al apoyo de varios patrocinadores y de algún inversor. Años después haría lo mismo con el Tampico Madero Fútbol Club y el Atlas Fútbol Club. El 20 de abril de 2022 Orlegi Sports vende el Tampico Madero Fútbol Club, y el 28 de junio adquiere la mayoría accionarial del Real Sporting de Gijón, convirtiéndose Irarragorri en su presidente. En julio de 2025 se anuncia el proceso de venta del Atlas Fútbol Club.

## Distinciones
- Formó parte de "30 promesas en los 30", de la Revista Expansión en 2010.[12]
- Formó parte de "Los 300 Líderes más Influyentes de México", de la revista Líderes Mexicanos: en 2014 ocupó el lugar 145,[13] en 2015 el 148, en 2016 el 156, en 2017 el 162, en 2018 el 164 y en 2019 el 160.